# آتشکده نوشیجان
en:Medes
آتشکده نوشیجان نامِ آتشکده‌ای باستانی در محوطهٔ باستانی نوشیجان در ایران است. این اثر در تاریخ ۳ بهمن ۱۳۴۶ با شمارهٔ ثبت ۷۶۳ به‌عنوان یکی از آثار ملی ایران به ثبت رسیده‌است. این آتشکده از مهم‌ترین و قدیمی‌ترین آتشکده‌های ایران است.

## موقعیت
آتشکده نوشیجان در حدود ۲۰ کیلومتری شمال غرب ملایر، در منطقه‌ای به نام شوشاب در بالای تپه‌ای طبیعی به ارتفاع حدود ۳۷ متر قرار گرفته‌است.

## تاریخچه و کاوش‌ها

### کاوش‌ها
از سال ۱۳۴۶ خورشیدی به سرپرستی دیوید استروناخ حفریات علمی در این محل آغاز گردید که منجر به شناسایی سه دورهٔ فرهنگی در سه طبقه مجزا شد. طبقه سوم متعلق به دوره اشکانیان، طبقه دوم مربوط به هخامنشیان و طبقه اول به مادها تعلق دارد.
این تپه محل استقرار مادها از نیمه دوم قرن هشتم تا نیمه اول قرن ششم پیش از میلاد بوده‌است.

### بخش‌های آتشکده
در تپه نوشیجان بخش‌های مختلفی به جا مانده‌اند که عبارتند از: بنای قدیمی جبهه غربی (نخستین نیایشگاه)، تالار ستوندار (آپادانا)، معبد مرکزی (دومین نیایشگاه)، اتاق‌ها و انبارها، تونل، حصار و دژ.